# 鍾悟思
鍾悟思，BBS（Gordon William Ewing Jones，1951年－），英國哈羅人，前香港公務員，官至首長級乙級政務官，退休前為公司註冊處處長。

## 履歷
鍾悟思在1973年畢業於英國牛津大學，取得近代史文學士學位，1983年獲文學碩士學位。1973年畢業後，鍾悟思隨即於當年10月加入香港政府政務職系，並在殖民地司署、新界民政署、環境科、社會事務科、市政總署、政務總署、庫務科和運輸科等部門服務。在1983至1986年，鍾出任九龍城區理民官，任内曾參與策劃1986年的九龍城寨清拆行動。其後，鍾返回政府總部，出任財政科助理財政司至1989年。在1990年短暫擔任首席助理運輸司后，隨即調任註冊總署公司科主管，是爲該部門首位管理運作職務的政務主任，且在1992年1月晉升為首長級乙級政務官。在1993年公司註冊處成立時，鍾在當年5月正式成爲該處首任處長。鍾執掌公司註冊14年，任内見證了第一百萬間公司在香港註冊。他亦並推行了一系列改革，包括起草在於2009年底推行的新《公司條例》，檢討公司條例及企業管治，並推行電腦化及現代化，實施電子搜尋服務；他又建議採用電子申請及註冊服務，務求令香港成為管理完善的商業中心。
2007年8月，鍾悟思退休，其公司註冊處處長一職由鍾麗玲接替。
2008年，鍾悟思以在政府工作34年，獲香港特別行政區政府頒授銅紫荊星章。
2021年，香港政府以保障私隱為由提出公司查冊，鍾悟思撰文反對，認爲相關規定將破壞香港商業生活核心的問責制、全面披露和透明性的原則等。